# Александра Николаевна
Александра Николаевна (12 [24] июня 1825, Царское Село, Санкт-Петербургская губерния — 29 июля [10 августа] 1844, Царское Село, Санкт-Петербургская губерния) — младшая дочь Николая I и его жены Александры Фёдоровны, названная в честь своей матери. Была любимицей семьи, славилась своей красотой, лёгким и простым характером.

## Биография
Александра Николаевна («Адини») родилась12 (24) июня 1825 года в Царском Селе. Она уже с раннего детства своим характером и поведением была непохожа на сестёр. Девочка предпочитала заниматься сама с собой, любила одиночество и тишину.
Александра отличалась в семье удивительной добротой и особой музыкальной одарённостью. Она имела замечательный голос и стала заниматься пением под руководством итальянца Соливи. Однако после года занятий голос княжны начал меняться, что-то нарушало ритм дыхания. Врачи предположили заболевание лёгких.
Интересно, что Адини, опекаемая с детства воспитателями-иностранцами, так и не научилась до конца своих дней свободно говорить по-русски. Больше всего была близка с младшим братом Константином и старшей сестрой Ольгой. Для старших сестер Адини долгое время оставалась ребёнком, которому «доставляло удовольствие играть и шалить с маленькими братьями». Она очень любила читать церковные книги.

## Брак

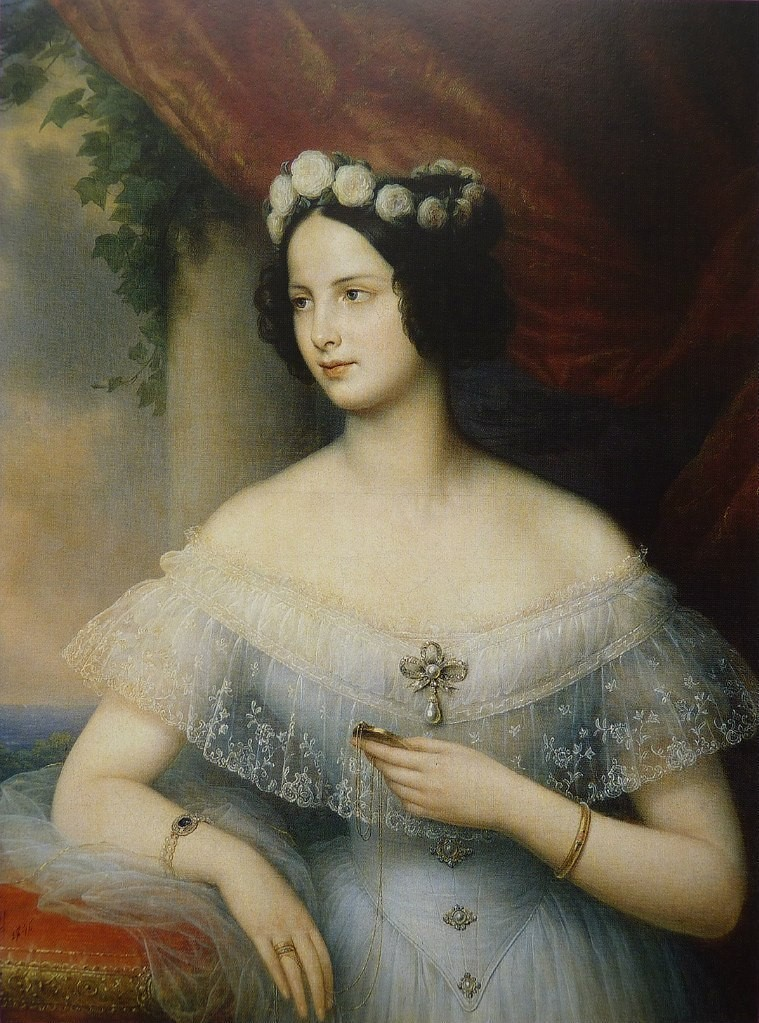
Портрет Александры Николаевны, 1843

Среди претендентов на руку царевен оказался принц Фридрих Вильгельм Гессен-Кассельский. Приехав в Петербург, молодой красавец принц своим простым обхождением завоевал симпатии многих, но не всех: например, великой княжне Ольге Николаевне принц казался «незначительным и без особых манер». Судя по его обращению с великими княжнами, при дворе решили, что он попросит руки старшей, Ольги Николаевны. Но оказалось, что все ошибались. Вскоре стало известно, что принц Гессенский сделал предложение Александре Николаевне, но она, не дав ему определённого ответа, пришла в кабинет к отцу, где на коленях просила согласиться на этот брак. Великая княжна сказала, что, вопреки правилам этикета, она уже обнадежила принца в возможности их счастья. Николай I благословил дочь, но объяснил, что в данном случае он не может решить вопрос окончательно: ведь Фридрих Вильгельм приходится племянником Христиану VIII, он может стать наследником престола, поэтому нужно получить согласие датского двора.
16 (28) января 1844 год Александра Николаевна вышла замуж за Фридриха Вильгельма, принца Гессен-Кассельского (1820—1884). Молодые вступали в брак по любви, и родители были безмерно счастливы за свою юную дочь.
Через несколько месяцев после свадьбы у Александры Николаевны обнаружили туберкулёз. Об этом сообщил Николаю I лейб-медик Мандт, специально приехавший для этого в Англию, где в это время с визитом был император Николай I. Он сказал царю, что одно лёгкое великой княгини уже настолько поражено, что надежды на выздоровление нет. Течение болезни усложнялось беременностью. Император, прервав визит, срочно вернулся в Петербург. По причине её слабого здоровья Александра с мужем после свадьбы так и не поехали в Гессен, оставшись в Санкт-Петербурге. Великая княгиня Александра Николаевна мечтала, как на новой родине она будет развивать мужа нравственно и духовно, как будет читать с ним Плутарха.

Петергоф. Нижний парк. Скамья-памятник сооружена в 1844-1847 годах в память о Великой Княгине Александре Николаевне (Памятник восстановлен в 2000 году)

## Смерть
29 июля 1844 года, за три месяца до срока, Александра Николаевна родила сына, который умер вскоре после рождения, и в тот же день скончалась сама. «Будьте счастливы» — были её последние слова. Отец-император плакал, не стесняясь своих слёз. Смерть дочери он считал наказанием свыше за кровь, пролитую в год её рождения — год подавления декабрьского восстания. Александра Николаевна была похоронена в Петропавловском соборе Петропавловской крепости. Впоследствии её захоронение было перенесено в построенную в 1908 году великокняжескую усыпальницу. Её сын Вильгельм погребён в фамильной усыпальнице ландграфов Гессенских в Румпельхайме.

### Память
- В Петергофском Нижнем парке есть мемориальная скамья памяти Александры Николаевны. Первоначально скамья была устроена в парке Александрия рядом с великокняжеским домиком.
- В честь неё деревня под Петергофом называется Сашино, а в Низино была построена церковь святой мученицы царицы Александры.
- В Санкт-Петербурге после смерти Александры Николаевны был открыт детский приют её имени. Здание на углу 12-й роты (ныне 12-я Красноармейской) (дом 27) и нынешнего Лермонтовского проспекта (дом 51) было построено А. К. Кавосом в 1846—1848 годах (позже было полностью перестроено).
- Александринская женская больница для чахоточных и хронически больных на Надеждинской улице в Петербурге. Здание клиники было построено придворным архитектором Александром Брюлловым, освящена 29 июля 1848 года — в четвёртую годовщину смерти Адини.
- В 1850 году в Царском селе, где окончились её дни, был возведён памятник в виде часовни со статуей великой княгини с ребёнком на руках (работы И. П. Витали). С 2018 года статуя экспонируется в павильоне «Шапель»[5]

## Дальнейшая жизнь принца Фридриха-Вильгельма
В 1853 году принц Фридрих-Вильгельм женился повторно — на прусской принцессе Анне (1836—1918), от которой имел шестерых детей.